# 平成27年台風第27号
平成27年台風第27号（へいせい27ねんたいふうだい27ごう、アジア名：Melor、命名：マレーシア、意味：ジャスミン、フィリピン名：Nona）は2015年（平成27年）12月11日に発生した台風。

## 概要

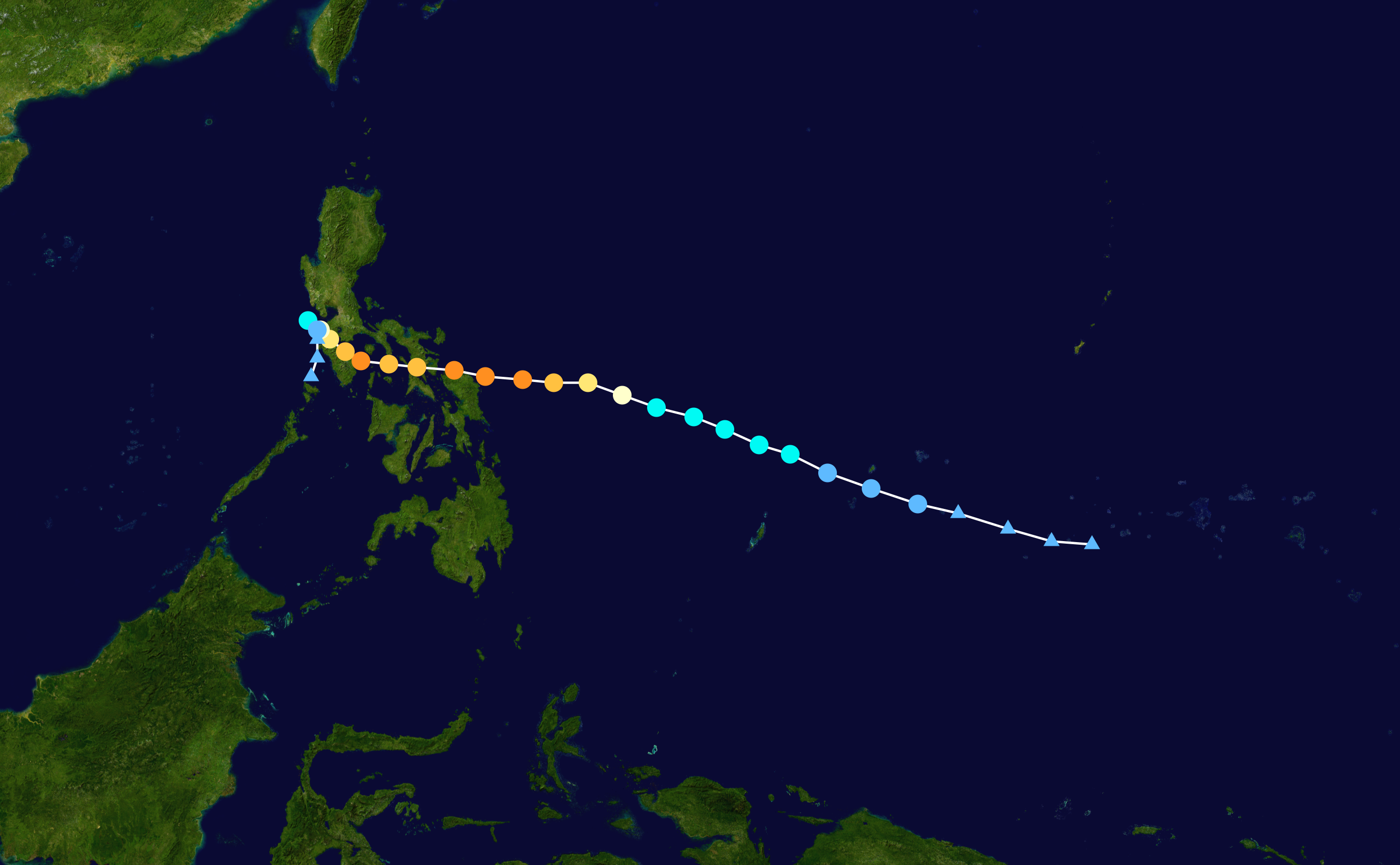
進路図

12月9日に発生した熱帯低気圧28Wが、11日15時（協定世界時11日6時）にカロリン諸島の北緯9度05分、東経138度0分で台風となり、アジア名メーロー(Melor)と命名された。
台風は12日未明にフィリピンの監視領域に達し、フィリピン大気地球物理天文局（PAGASA）はフィリピン名ノナ（Nona）と命名した。なお、台風名のリストに予定されていたフィリピン名はノノイ（Nonoy）であったが、アキノ大統領のニックネームであるノイノイ（Noynoy）と似ていることから、命名後にノナに変更された。
台風は西進してフィリピンに接近しながら、12日以降に急速に発達。24時間で中心気圧を46ヘクトパスカル、48時間で65ヘクトパスカル低下させて「非常に強い」台風へと成長し、現地時間14日11時頃（協定世界時14日3時、日本時間12時）にサマール島の北サマール州東部に上陸してフィリピンを横断、15日夜に東ミンドロ州から南シナ海に抜けたのち、17日9時（協定世界時17日0時）に北緯13度0分、東経120度0分で熱帯低気圧になった。

## 影響

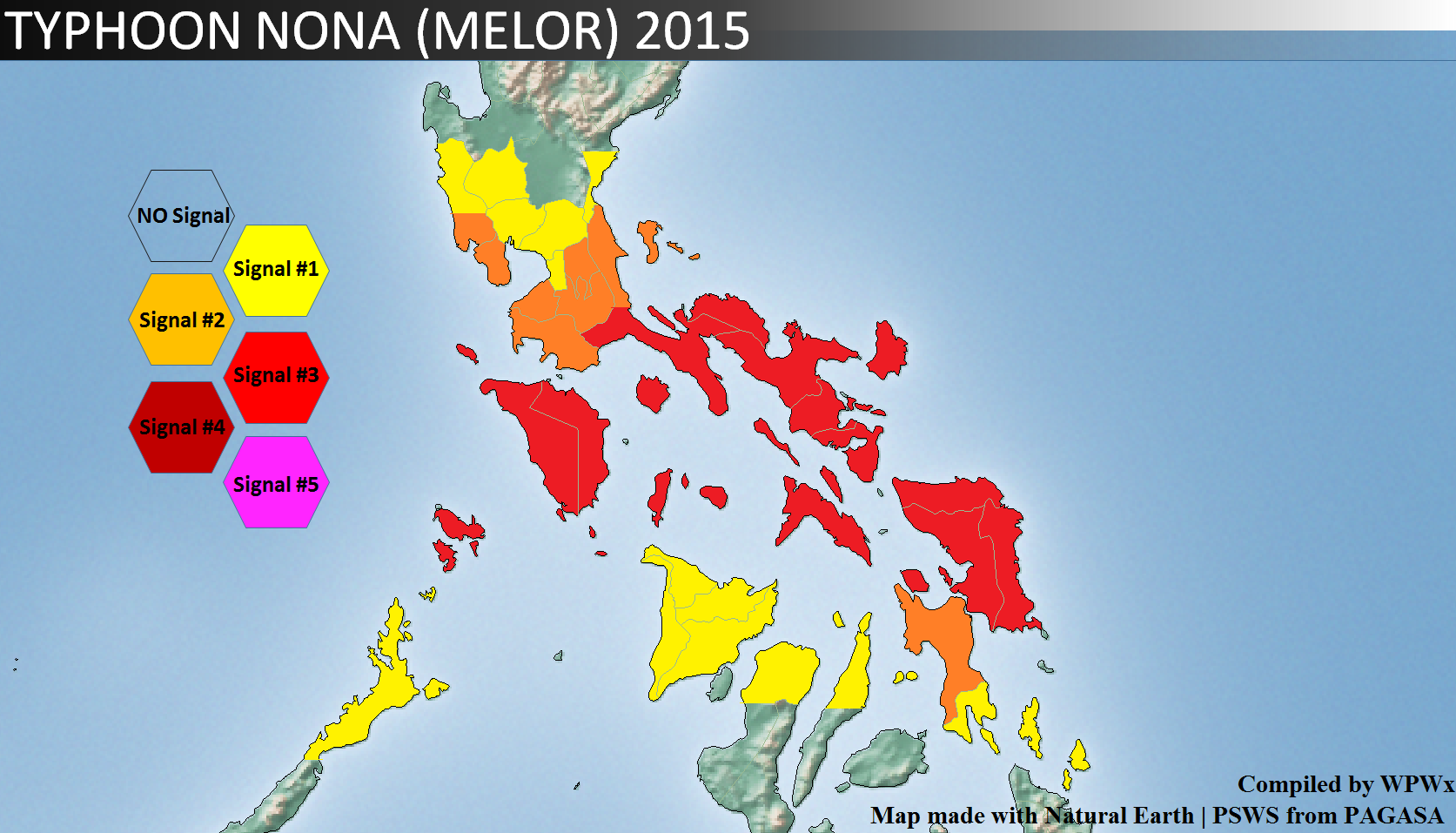
暴風雨警報の状況

台風の接近に伴い、サマール州で13日にシグナル1の暴風雨警報 (PSWS)が発令され、14日にはルソン島の南カマリネス州、カタンドゥアネス州、ビサヤ諸島の北サマール州、ビリラン州など9つの州にシグナル3が、マニラ首都圏や北カマリネス州やマリンドゥケ州、レイテ州など8つの州と地域にシグナル2、その他広範囲にシグナル1が発令された。
22日までの集計ではフィリピン全土で74万人以上が事前避難。332の地域で洪水が発生して被災者は約28万人、被災家屋は246,780棟（全壊88,118棟）。死者42名、負傷者24名、行方不明者4名。被害額はインフラと農業・漁業などを合わせて約52億ペソ（約134億円）となっている。

## その他
この台風のアジア名「メーロー（Melor）」は、この台風限りで使用中止となり、次順からは「チャンパカ（Cempaka）」というアジア名が使用されることになった。